# Carmen de Patagones
Carmen de Patagones är en kommunhuvudort i Argentina.   Den ligger i provinsen Buenos Aires, i den södra delen av landet, 800 km sydväst om huvudstaden Buenos Aires. Carmen de Patagones ligger 31 meter över havet och antalet invånare är 18 189.
Terrängen runt Carmen de Patagones är platt. Närmaste större samhälle är Viedma, 2,1 km sydväst om Carmen de Patagones.
Omgivningarna runt Carmen de Patagones är i huvudsak ett öppet busklandskap. Runt Carmen de Patagones är det mycket glesbefolkat, med 5 invånare per kvadratkilometer.